# 莱斯 (摩泽尔省)
莱斯（法語：Lesse，法語發音：[lɛs]）是法国摩泽尔省的一个市镇，属于萨尔堡-萨兰堡区。

## 地理
莱斯（48°57'49"N, 6°30'17"E）面积8.34 平方千米，位于法国大東部大區摩泽尔省，该省份为法国东北部内陆省份，是洛林的一部分，西南接默尔特-摩泽尔省，东临下莱茵省，北与卢森堡和德国接壤。
与莱斯接壤的市镇（或旧市镇、城区）包括：阿兰库尔、布吕朗日、舍努瓦、希库尔、奥拉库尔、吕西、马尔蒂耶、瓦蒂蒙、尼德河畔维莱尔。
莱斯的时区为UTC+01:00、UTC+02:00（夏令时）。

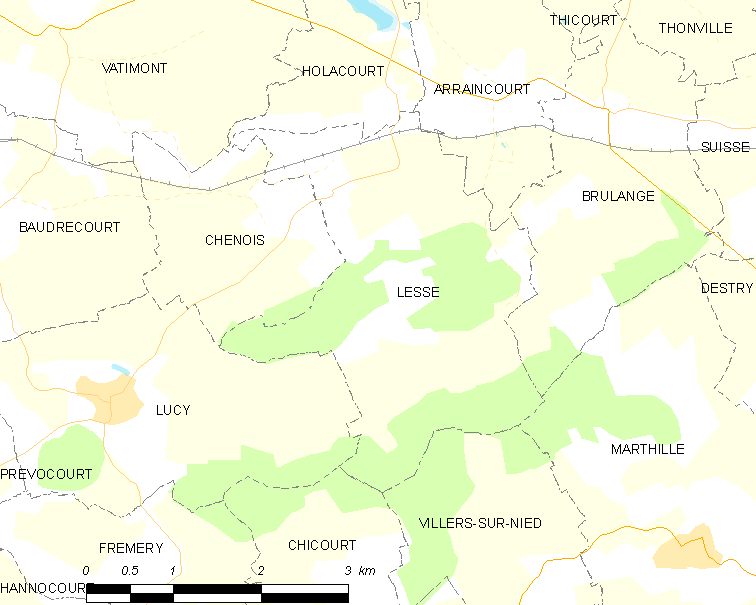
莱斯的OSM定位图

## 行政
莱斯的邮政编码为57580，INSEE市镇编码为57395。

## 政治
莱斯所属的省级选区为索努瓦县。

## 人口

1962-2008年间莱斯人口变化图示

莱斯于2022年1月1日时的人口数量为204人。